# Element sintetic

Elemente sintetice
Elemente radioactive naturale rare; de obicei produse artificial

În chimie, un element sintetic este un element chimic care nu (mai) este răspândit în natură și poate fi creat doar pe cale artificială. Până în prezent, 20 de elemente sintetice au fost create (cu numerele atomice între 99 și 118). Toate sunt instabile, dezintegrându-se cu timpuri de înjumătățire ce variază de la un an la câteva milisecunde. 